# Heim Géza
Vitéz báró san-martino del Carsoi Heim Géza (Nagyszentmiklós, 1888. április 20. – Budapest, 1942. március 3.) magyar királyi vezérőrnagy.
Heim Géza a császári és királyi 46. gyalogezred (Szeged) főhadnagya 1916 május 8-án a Doberdó-fennsíkon San Martinónál az elöljárói parancsot megtagadva haditettet hajtott végre. A kapott parancs ellenére az aláaknázott és felrobbantott gránáttölcsért megszállta és nem vonult vissza. A helyszínen lévő József főherceg többször felszólította a visszavonulásra, majd személyesen ellenőrizve aztán igazat adott a főhadnagynak ugyanis a tölcsér feladása az arcvonal felbomlását eredményezte volna.  József főherceg javasolta a sebesüléséből felépülő Heim Gézának, hogy folyamodjon a Katonai Mária Terézia-rendért. A rend káptalanja a kitüntetést megítélte és a renddel együtt nemességet és magyar bárói címet kapott "san martino del carsoi" előnévvel.
Az első világháborút követően 1925-ben őrnaggyá léptették elő, valamint a Ludovika Akadémián 1928–1934 között tereptant tanított. Ezredesi kinevezését 1936-ban kapta és 1937-től a kaposvári 6., Nagy Lajos királyról elnevezett honvéd gyalogezred parancsnokává nevezték ki. 1940–1941-ben a budapesti 2. gyalogdandár parancsnoka volt, 1940 novemberétől tábornoki rangban. 
A rend 180. promócióján IV. Károly király a következő lovagokat avatta fel 1917. augusztus 17-én: Willerding Rezső, Hospodor Eduárd, Novák Guido, Elisson Ottó, Scharitzer György, Dankl Viktor, Trallmann Ignác, Lutzschouning József, Zeidler Erwin, Arz Arthur, Kövess Hermann, József főherceg, Jacenka József, Szurmay Sándor, Hoffmann Péter, Tischler Frigyes, Wurm Vencel, Lukachich Géza, Prochazka Robert, Heim Géza, Prochazka Emil, Cumin Artúr, Banfield Gottfried, Glogovac Gojkomir.